# Камисти (Тарбагатайський район)
Камисти́ (каз. Қамысты) — село у складі Тарбагатайського району Східноказахстанської області Казахстану. Входить до складу Жетиаральського сільського округу.
Населення — 153 особи (2021; 257 у 2009, 617 у 1999, 588 у 1989).
Національний склад станом на 1989 рік:
- казахи — 100 %